# Armée zapatiste de libération nationale
Pour les articles homonymes, voir Armée de libération nationale.
L'Armée zapatiste de libération nationale (espagnol : Ejército Zapatista de Liberación Nacional, EZLN) est une section révolutionnaire militaire contrôlant une partie du Chiapas. Le Chiapas est un des États du Mexique dont une partie importante des habitants sont parmi les plus défavorisés,,, dans un pays qui est depuis ces dernières années[Quand ?] une importante puissance économique mondiale quant au PIB. 
L'EZLN affirme lutter non seulement pour la protection et la promotion des droits des populations indigènes mais aussi de toutes les minorités du pays[source insuffisante].
L'attitude non-violente du mouvement est une des raisons de la longévité de l'EZLN et aussi de la  popularité qu'elle rencontre selon elle au sein de la population mexicaine et de la communauté internationale. L'organisation est devenue pour certains un symbole de la lutte altermondialiste.

## Choix du nom
Le nom vient du révolutionnaire mexicain Emiliano Zapata, à l'instar de très nombreuses associations civiles, groupements d'agriculteurs et autres, et ce dès les années 1920 au Mexique. Les membres de ce groupe se considèrent comme les héritiers de Zapata et du zapatisme originel qui promouvait notamment une grande réforme agraire de restitution de terres aux communautés villageoises et paysannes, et les héritiers de 500 ans de résistance indigène à l'impérialisme occidental, espagnol, américain et même intégré par les régimes politiques nationaux. Certains descendants d'Emiliano Zapata, notamment un de ses petits-fils, Jorge Zapata González, ont reproché à l'EZLN ce choix de nom ainsi que sa revendication d'héritier du zapatisme.

## Caractéristiques
Bien que les membres de l'EZLN portent un uniforme et une arme, celle-ci diffère des mouvements de guérilla classiques. Elle a publiquement déclaré s'être soulevée en 1994 pour attirer l'attention sur la condition des indigènes au Chiapas, mais aussi ne pas vouloir réutiliser ses armes,. Les zapatistes ont un slogan : « ¡Ya basta! » (« Ça suffit ! ») qui fait référence à l'inefficacité qu'elle attribue aux méthodes de lutte politique traditionnelles (parti politique par exemple). En certaines occasions, les zapatistes, malgré leur déclaration de guerre, se sont rendus, avec l'accord du gouvernement à Mexico pour y défendre leurs idées.

## Histoire

### Contexte social chiapanèque
Le Chiapas est un État pauvre qui accumule des records en matière d'analphabétisme, de dénutrition, de mortalité infantile et de mortalité pour maladies infectieuses et respiratoires, de carence d'équipements domestiques (eau, électricité, etc.). Il n'a bénéficié qu'avec retard et seulement partiellement des acquis agraires de la révolution mexicaine, en raison du contrôle politique et social exercé par une oligarchie conservatrice et parfois raciste, surnommée la « famille chiapanèque ». Jusqu'aux années 1970, existaient dans les grandes propriétés des formes d'exploitation de la main d’œuvre indigène proches du féodalisme : les paysans étaient soumis à une quasi servitude car, payés en jetons valables uniquement dans la boutique du maître, ils contractent des dettes transmises de génération en génération qui leur imposent de rester sur place.
Au début des années 1970, les luttes paysannes s'intensifient. À ce processus contribue le Congrès indigène tenu en octobre 1974 à San Cristóbal en l'honneur de Bartolomé de Las Casas; avec le soutien de l’évêque Samuel Ruiz. Ces associations paysannes sont renforcées par l'arrivée de militants d'extrême gauche réfugiés dans la région pour fuir les forces de sécurité (Massacre de Tlatelolco en 1968 et répression constante des groupes d'extrême gauche).
Au cours des années 1980, les élites du Chiapas utilisent les appareils d'État locaux et nationaux pour intimider (et régulièrement assassiner) des militants paysans. La pratique des assassinats sélectifs par les forces de sécurité ou des groupes paramilitaires proches des propriétaires terriens entraine des désaccords entre les militants : certains préconisent de réagir par l'emploi de la lutte armée, ce à quoi d'autres s'opposent.

### Origines de l'EZLN
L’EZLN est fondée clandestinement en 1983 sur le modèle des guérillas marxistes-léninistes, mais ne s'engage militairement contre le gouvernement mexicain qu'une dizaine d'années plus tard. Lors de son apparition publique, l'EZLN revendique une triple ascendance : elle se pose comme héritière de « 500 ans de résistance indigène », héritière des luttes révolutionnaires du début du XXe siècle dont celles des paysans derrière Emiliano Zapata, mais aussi des luttes des groupes et guérillas révolutionnaires des années 1960-1970.

#### Des FLN à la Selva (1969-1983)
Le Mexique a longtemps été considéré comme une « dictature parfaite », mise en coupe réglée par le Parti révolutionnaire institutionnel (PRI) de 1929 jusqu'en 2000 puis de 2012 jusqu'à fin 2018)-Le PRI est membre de l'Internationale socialiste.
Les mouvements sociaux, ouvriers, paysans ou étudiants se voient confrontés systématiquement d'une part aux tentatives de clientélisation, d'autre part à une répression féroce, la « guerre sale », parfois mené par des organisations para-légales. À la fin des années 1969, la situation est telle que de nombreux jeunes considèrent les canaux légaux de participation politique comme bloqués et parient alors sur la formation d'organisations armées clandestines pour tenter de renverser un régime autoritaire, et ainsi améliorer les conditions de vie de la population[source insuffisante].
C'est dans ce contexte, que les Fuerzas de Liberación Nacional (Forces de libération nationale, FLN) sont fondées, le 6 août 1969 dans le nord du pays à Monterrey, Nuevo León comme organisation politico-militaire d’inspiration castro-guévariste. Au cours des années suivantes, le groupe disposait de réseaux dans les États de Veracruz, Puebla, Tabasco, Nuevo León, à Mexico ainsi qu'au Chiapas où opérait le Núcleo Guerrillero Emiliano Zapata (NGEZ).
En février 1974, un affrontement a lieu à San Miguel Nepantla, dans l'État de Mexico, entre une unité de l'armée fédérale, et des membres du FLN, cinq guérilleros y perdent la vie, tandis que seize ont été arrêtés. À la suite de cet affrontement, les FLN perdent une grande partie de leur capacité opérationnelle, leurs réseaux sont démantelés. Le NGEZ est par ailleurs anéanti par l'armée dans la jungle.
C'est néanmoins au Chiapas que se réorganisent les FLN. Le travail effectué à partir de 1974 au Chiapas a permis de construire des réseaux de solidarité locaux avec des groupes maoïstes, les syndicats paysans, des militants prônant la formation de coopératives, des indigènes politisés ou catholiques proches de la théologie de la libération. À la fin des années 1970, influencées par les exemples du FMLN, du FSLN et des guérillas guatemaltèques, les FLN rompent avec la stratégie foquiste et adoptent celle de la guerre populaire prolongée ou de libération nationale avec l'ambition de former une véritable armée révolutionnaire.
Au début des années 1980, certains des militants décident donc de fonder l'Armée zapatiste de libération nationale et l'acronyme FLN-EZLN commencent à apparaître dans les documents du mouvement. Cependant, c'est le 17 novembre 1983 qui est retenu comme date officielle de fondation de l'EZLN, quand un groupe de six militants, comprenant des indigènes et des métis, créée le premier camp de l'Armée zapatiste de libération nationale dans la selva Lacandone. Durant les années de construction clandestine de l'EZLN dans les communautés paysannes et indigènes de la selva, le lien avec les FLN est maintenu : des militants issus des communautés rurales viendront ainsi se former politiquement auprès des réseaux urbains des FLN tandis que des militants issus des réseaux de recrutement urbains, généralement dans les universités, rejoindront la guérilla en tant que cadre.

#### Les années de clandestinités de l'EZLN (1983-1993)
Le 17 novembre 1983, lorsqu'est fondé le premier camps de l'EZLN dans la jungle chiapanèque, les guérilleros ne sont que six. Cet isolement va marquer les premières années de la guérilla. Non seulement ils ne parviennent pas à établir une relation de confiance avec les indigènes locaux mais bien au contraire ceux-ci les rejettent violemment. Cet isolement dure jusqu'en 1985, à cette période les conflits entre les communautés et les autorités, notamment les propriétaires terriens, favorisent un rapprochement avec la guérilla. L'intermédiation de militants indigènes politisés renforce ces contacts. En 1986, pour la première fois l'EZLN entre en tant que groupe armé au sein d'une communauté.
À partir de cette période, l'EZLN connait un développement exponentiel. À la fin des années 1980, l'EZLN comprend plusieurs milliers de membres tandis que la majeure partie des communautés indigènes des hautes-terres et de la Selva sont zapatistes et servent de « bases d'appui » à la guérilla. Ce développement est soutenu par la convergence entre la guérilla, l'Union des unions d'ejidos (UU), le syndicat coopératif paysan, et l'église indigène : le commandant Jésus de l'EZLN est ainsi le président de l'UU et le chef des prédiacres.
L'arrivée de l’EZLN dans la forêt a coïncidé avec le mandat du général Absalón Castellanos Domínguez comme gouverneur du Chiapas de 1982 à 1988. Ce mandat s'est distingué comme particulièrement répressif à l'encontre des organisations paysannes, usant de différentes stratégies comme l’assassinat ou l’enlèvement des leaders ou la mise en œuvre de programmes visant à les démobiliser, comme l’attribution de centaines de « certificats d’inaffectabilité », protégeant les terres des grands propriétaires destinées à d’élevage de toute répartition agraire. La violence du gouvernement Absalón a participé à cette période à ce que le fait de prendre les armes soit vu comme un acte de légitime défense.
À la fin des années 1980 et au début des années 1990, les divergences entre l'Église, l'UU et l'EZLN se renforcent sans entamer la croissance de cette dernière. Les échecs coopérativistes renforcent en effet la perspective de la lutte armée, tandis qu'une large partie de l'église indigène se détourne des commandements épiscopaux pour se lier plus étroitement avec l'EZLN. Tandis que la crise de la culture du café et l'interdiction de l'exploitation du bois dans la Selva mettent en péril la situation des populations indigènes. En 1989, l'Alianza Nacional Campesina Independiente Emiliano Zapata (Alliance Paysanne Nationale Indépendante Emiliano Zapata, ANCIEZ) est fondée, cette nouvelle organisation paysanne de base est la première représentation politique publique de l'EZLN qui demeure clandestine.

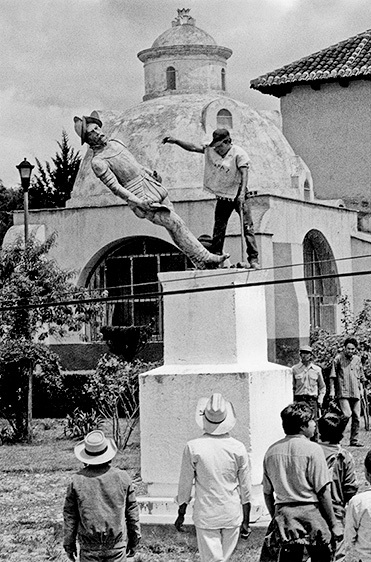
Des paysans zapatistes de l'ANCIEZ renversent la statue de Diego de Mazariegos. San Cristóbal de Las Casas, 1992.

Pendant ces années de clandestinités, l'EZLN est également renforcée par le rejet de l'impasse politique dans laquelle est engoncé le Mexique. En 1988, Carlos Salinas de Gortari, candidat du PRI, est élu président à la suite d'une fraude massive qui témoigne de la crise du parti-État, mais aussi de sa volonté de rester au pouvoir, y compris de façon illégale. Par ailleurs, ce mandat est marqué par des réformes de droites libérales, parmi celles-ci la réforme visant à privatiser les ejidales et adoptée en 1992 : la réforme de l’article 27 de la Constitution met fin à la réforme agraire et au caractère inaliénable des terres indiennes, affaiblissant par la même le caractère imprescriptible de la figure de l’ejido, cette réforme était l’une des conditions préalables pour l’entrée du Mexique dans l’Accord de libre-échange nord-américain (ALENA). Ce contexte pousse l'EZLN à agir, notamment à travers l'ANCIEZ.
En 1992, les manifestations indigènes se multiplient et se radicalisent avec la conjoncture de la contre-commémoration des 500 ans de la colonisation. Elles culminent le 12 octobre, lorsque 10 000 personnes, pour beaucoup membres de l'EZLN, défilent à San Cristóbal de Las Casas sous les bannières du Front des organisations sociales du Chiapas (Frente de Organizaciones Sociales de Chiapas, FOSCH) et de l'ANCIEZ. Durant cette manifestation, les militants de l'ANCIEZ abattent la statue du conquistador Diego de Mazariegos y Porres. C'est durant ce mouvement que la décision du soulèvement armé commence à être sérieusement envisagé par les zapatistes.
Entre 1992 et 1993, la décision d'entamer la lutte armée est interrogée au sein de l'EZLN, dans ses bases d'appuis communautaires et dans la hiérarchie. La décision finale est prise le 23 janvier 1993, lors d'une réunion des états-majors de l'EZLN et des FLN à l'ejido du Prado, dans la forêt Lacandone. Le commandement de l'EZLN parvient alors à convaincre les FLN, marquant la prise d'autonomie de l'organisation zapatiste vis-à-vis de la "maison-mère". Il faut encore presque un an de préparation pour que la guérilla sorte de la clandestinité.

### Déclaration de guerre de l'EZLN
Traduction du texte signé par la Comandancia General del EZLN, Selva Lacandona, Chiapas, Mexique, fin 1993 :

« Déclaration de guerre à l'armée mexicaine, pilier basique de la dictature dont nous souffrons, monopolisée par le parti au pouvoir et dirigée par l'exécutif fédéral que détient aujourd'hui son chef suprême et illégitime Carlos Salinas de Gortari.
Conformément à cette déclaration de guerre, nous demandons que les autres pouvoirs de la nation s'engagent à restaurer la légalité et la stabilité du pays en déposant ce dictateur.
Peuple du Mexique, nous, hommes, femmes, intègres et libres, sommes conscients que la guerre que nous déclarons est un moyen ultime mais juste.
Les dictateurs appliquent une guerre génocidaire non déclarée contre nos peuples, c'est pourquoi nous te demandons ta ferme participation en appuyant ce plan qui est celui du peuple mexicain qui lutte pour le travail, la terre, un toit, manger, la santé, l'éducation, l'indépendance, la liberté, la démocratie, la justice et la paix.
Nous déclarons que nous ne cesserons de combattre jusqu'à l'obtention des demandes de notre peuple et jusqu'à avoir formé un gouvernement national libre et démocratique.
Rejoins les forces insurgées de l'armée zapatiste de libération nationale. »

### Soulèvement du1erjanvier 1994

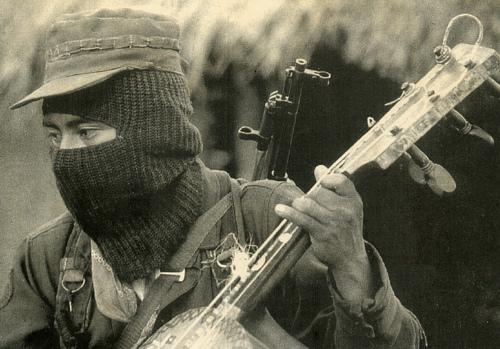
Un membre de l'EZLN cagoulé jouant du Guitarrón

Après dix années de préparation et d'organisation clandestine dans les villages de la jungle (selva) et des hauts plateaux (los altos) du Chiapas commence, le 1er janvier 1994, une insurrection indigène. Ce soulèvement a lieu le jour même de l'entrée en vigueur de l'ALENA entre les États-Unis, le Canada et le Mexique, la date est donc choisie pour montrer un rejet du néolibéralisme Les zapatistes affirment avoir opté pour la voie armée pour faire face au peu de résultats obtenus par les formes pacifiques de protestations.
Les combattants zapatistes, au visage caché par des paliacates ou des passe-montagnes, déclarent la guerre au gouvernement fédéral et à son armée, et parviennent à occuper le palais municipal (mairie) de San Cristobal durant quelques heures, faits connus sous le nom de Prise de San Cristóbal de las Casas, ainsi que ceux de Las Margaritas, Altamirano et Ocosingo.
Après douze jours de guerre entre l'EZLN et les forces gouvernementales (faisant entre 150 et 200 morts),, le gouvernement décrète un cessez-le-feu unilatéral sous la pression de la société civile nationale et internationale,[réf. nécessaire], et entame un premier dialogue avec l'EZLN dans la cathédrale de San Cristóbal de Las Casas. L'évêque de San Cristóbal, Samuel Ruiz García, sert de médiateur. Pour prouver sa bonne volonté, le gouvernement libère les prisonniers zapatistes et l'EZLN livre son unique prisonnier, le général Absalón Dominguez, ancien gouverneur du Chiapas.

### Déplacement de personnes
Selon le directeur du PNUD au Chiapas, Oscar Torrens, en 1994, l'insurrection zapatiste a fait fuir principalement de la région d'Ocosingo et de Las Margaritas 6 000 familles chiapanèques soit plus de 20 000 personnes, pour la plupart des indigènes tzeltales propriétaires de leurs terres et sympathisants du PRI ou membres d'organisations liées à ce parti. Ces indigènes n'ont pas retrouvé leurs terres prises et occupées par l'EZLN et se sont, pour certains d'entre eux, rapprochés des villes, survivant en travaillant dans la construction ou la vente dans les rues, perdant ainsi leur mode de vie traditionnel.

### Les accords de San Andrés
Le dialogue avec le gouvernement s'étend sur deux années et se conclut par la signature des accords de San Andrés le 16 février 1996 sur les droits et culture des populations indigènes qui spécifient des modifications à apporter à la Constitution mexicaine de 1917 [Lesquelles ?].
Une fois ces accords votés par le représentant du gouvernement et l'EZLN, le président Ernesto Zedillo Ponce de León qui n'a pas le pouvoir de modifier la Constitution réfute cette signature. L'EZLN annonce alors que les promesses à la table des négociations n'ont pas été respectées et forme 38 « municipalités autonomes », mettant en œuvre unilatéralement les accords. Le président Zedillo augmente alors la présence militaire dans cette région[réf. nécessaire].
Les zapatistes font, à partir de janvier 1996, un appel à l'organisation d'une rencontre internationale : il se concrétise par une « Première rencontre intercontinentale pour l'humanité et contre le néolibéralisme » qui s'est tenue à Aguascalientes en juillet-août 1996.

### Début de la guerre de basse intensité
Le gouvernement utilise une stratégie de guerre de basse intensité pour répondre à l'insurrection armée, créant dès 1995 une unité spéciale de contre-insurrection, les Grupos Aeromóviles de Fuerzas Especiales (GAFES). Il arme et forme différents groupes paramilitaires composés d'indigènes (surtout Paz y Justicia et Máscara Roja) liés au parti alors au pouvoir, le PRI. Ces groupes paramilitaires se développent, agissent et tuent,,, avec la tolérance voire le soutien actif d'éléments des forces militaires. En août 2009, la diffusion par la National Security Archive (Archives de la sécurité nationale des États-Unis) de documents de la Defense Intelligence Agency (DIA) déclassés montre le soutien direct de l’armée mexicaine aux paramilitaires dans le cadre de la guerre de contre-insurrection.
Le 22 décembre 1997 a lieu le massacre d'Acteal où 45 hommes, femmes et enfants de l'association chrétienne tzotzil Las Abejas en prière furent assassinés par des paramilitaires anti-zapatistes.

### Les années 2000
En 2001, le président Vicente Fox Quesada, après avoir promis de résoudre le conflit en 15 minutes, soumet le projet de « loi COCOPA » au Congrès — il s'agit en fait d'une modification constitutionnelle — dès les premiers jours de son mandat (le 5 décembre 2000). Le sous-commandant Marcos et vingt-trois commandants zapatistes se rendent sans armes à Mexico avec l'accord et la protection du gouvernement pour parler devant le Congrès et plaider pour les amendements. Après avoir réalisé une marche accompagnée par une caravane internationale dans douze États mexicains où ils reçoivent selon eux une importante couverture médiatique[réf. nécessaire], les représentants de l'EZLN et du Congrès national indigène prennent la parole au Congrès mexicain le 28 mars 2001.
Peu après que l'EZLN est retournée au Chiapas, le Congrès vote une version différente de la loi qui n'inclut pas les clauses concernant l'autonomie. Le gouvernement explique alors cette suppression par la contradiction entre l'autonomie et la Constitution, issue de la révolution de 1910 et promulguée par Venustiano Carranza en 1917. Ces changements révoltent alors l'EZLN et le Congrès national indigène, mais ni le PRI, ni le PRD (tous deux membres de l'Internationale socialiste), ni le Parti action nationale (PAN) ne changèrent de position. Ces événements, considérés par les zapatistes comme une trahison, conduisent à une certaine radicalisation de l'EZLN.
Après cela, un recours constitutionnel est traité par la Cour suprême fin 2002. L'arrêt établit que les changements constitutionnels ayant été menés par le Congrès et non par une loi, il n'était pas du ressort de la Cour suprême d'annuler ces changements, car ce serait une atteinte à la souveraineté du Congrès. Après cet événement, ainsi que la victoire électorale de Vicente Fox du PAN membre de l'Internationale démocrate centriste (IDC) en 2000 (la première victoire d'un membre de l'opposition depuis la fin de la révolution mexicaine), les zapatistes critiquent Vicente Fox qui selon eux aurait cherché à les récupérer sans jamais avoir donné accès à leurs revendications [réf. nécessaire]. Ils rompent alors le processus de dialogue et s'engagent dans l'application pratique et unilatérale des accords sur l'autonomie des peuples indigènes signés à San Andrés.
En 2003, le porte-parole du mouvement, le sous-commandant Marcos, présenta dans Le Calendrier de la résistance plusieurs éléments détaillant la situation des autochtones et le travail effectué par des groupes d'activistes dans douze régions du pays. Le 25 mai 2014, le sous-commandant Marcos annonce par un communiqué renoncer à la direction de l'EZLN.

### Faits récents
Le 10 avril 2004 une attaque lancée par des militants du Parti de la révolution démocratique de Zinacatán appuyés par des forces de police locales contre une marche pacifique de l'EZLN, a fait une dizaine de blessés de part et d'autre.
2005 : Sixième Déclaration de la forêt Lacandone.
2006-2007 : La Otra Campaña (tour qui était prévu dans les 31 États du Mexique) destiné selon l'EZLN « à réveiller les consciences à travers le pays ».
En juillet 2007 a lieu la deuxième rencontre entre les peuples zapatistes et les peuples du monde (El segundo encuentro de los pueblos zapatistas con los pueblos del mundo). Durant une semaine, plus de 2 000 sympathisants[réf. nécessaire] de tous les continents viennent assister[Où ?] à des conférences et tables rondes et rencontrer les zapatistes dans les communes autogérées.
En décembre 2008 plusieurs affrontements entre indigènes et sympathisants de l'EZLN eurent lieu[réf. nécessaire]. Le 7 janvier 2009 des paysans indigènes partisans du Parti révolutionnaire institutionnel de San Sebastián Bachajon affrontèrent des militants de l'EZLN[réf. nécessaire].
Le 8 janvier 2009 des affrontements à coups de pierres et de machettes entre paysans indigènes de l'organisation COCIPEL et des membres de l'EZLN ont fait une quinzaine de blessés. Ces événements font suite à plusieurs incidents depuis décembre 2008. La dispute pour des terres près d'Ocosingo semble en être la cause[réf. nécessaire].
Au début août 2009, quinze personnes ont été blessées dans des affrontements entre sympathisants de l'EZLN et des membres d'une association de caféiculteurs indigènes, l'ORCAO, pour des querelles concernant la possession des terrains à Bosque Bonito.
Le 6 février 2010,à Agua Azul, des membres du PRI viennent réclamer la libération d'un juge retenu prisonnier par l'EZLN. Ces membres, selon toute vraisemblance, ouvrirent le feu,, et la bataille qui suivit fit trois morts et 28 blessés (dont treize par balle) . Mi février 2010, selon certaines sources, une personne est tuée par balle, par des sympathisants de l'EZLN à Tumbalá. Il s'agit d'un paysan, suspecté d’appartenir à l’organisation paramilitaire OPDIC et d’avoir fomenté des actions pour récupérer des terres en zone zapatiste. L'EZLN affirme dans un communiqué avoir été agressée sur son territoire par un large groupe armé prêt à l’affrontement. Les organisations de défense des droits de l'homme ont plusieurs versions contradictoires de ces évènements. Il est difficile de savoir ce qui s'est passé réellement. Il est cependant certain qu'il s'agissait d'un territoire zapatiste.
Le 1er mars 2010 les membres de l'EZLN de la communauté de Mitzitón opposés à la construction d'une autoroute qui selon eux nuirait à leur environnement dénoncent les agressions de groupes appartenant à l'Ejército de Dios ou au groupe paramilitaire Alas de Aguila. Ces attaques auraient fait huit blessés par balles, il y a aussi trois détenus par les autorités.
Le 21 juin 2010 deux indigènes membres de la communauté de El Pozo, municipalité de San Juan Cancuc, Chiapas ont perdu la vie et plusieurs ont été blessés par balle et hospitalisés à la suite d'un affrontement avec des intégrants de l'EZLN porteurs d'armes à feu. Les indigènes de la communauté de El Pozo étant en conflit avec les zapatistes auxquels ils reprochent de ne pas leur payer la fourniture d'eau et d'électricité. Les Zapatistes dénoncent quant à eux une manipulation de l’information, déclarant s’être trouvés en état de légitime défense face à une attaque d’un grand nombre de personnes armées de machettes et d’outils.
Le 3 février 2011, le gouvernement déclare avoir sauvé 17 touristes d'une prise d'otage par l'EZLN à Agua azul. Cette thèse est reprise par nombres de journaux mexicains et étrangers. Il s'agit en fait d'un mensonge : aucun zapatiste n'était présent sur place, il s'agit d'une action de La Otra Campaña. De plus, les 17 touristes ont refusé de signer la thèse proposée par la police d'un enlèvement, et déclarent avoir été simplement retardés. En ce qui concerne l'arrestation ayant suivi, l'organisation mondiale contre la torture appelle le gouvernement mexicain à relâcher les prisonniers pour cause de détention arbitraire, d'absence de traduction, d'absence de garantie judiciaire, de crainte pour la sécurité physique et morale des prisonniers (un prisonnier ayant un retard mental important,).
Le 21 décembre 2012, 40 000 zapatistes sont réapparus en faisant une marche silencieuse dans les rues de San Cristóbal de Las Casas, mais aussi d'Ocosingo.
Le 31 décembre 2012, dans un communiqué[source insuffisante] le comité clandestin révolutionnaire indigène revient sur les six dernières années de lutte et d'auto-organisation au sein des communautés, il s'adresse directement aux différents échelons du pouvoir mexicain (gouvernement fédéral, régional et municipal), et réaffirme ses positions exprimées dans la sixième déclaration de la foret de Lacandone.
Le 14 février 2013, le sous-commandant Marcos présente celui qu’il aimerait voir lui succéder, le sous-commandant Moisés. Vétéran des luttes zapatistes, il est contrairement à Marcos un indigène chiapanèque .
Les 10 avril[source insuffisante] et 19 août 2019[source insuffisante], deux communiqués successifs du sous-commandant Moisés rappellent à la lutte et au rassemblement. Ceux-ci font suite à l'élection fin 2018 d'Andrés Manuel López Obrador et du reniement de certaines de ses promesses de campagne, ainsi que la militarisation plusieurs zones autonomes indigènes où les effectifs se sont vus multipliés par deux. Le dernier communiqué décrète aussi 11 nouvelles régions ("caracoles") et municipalités autonomes.
En septembre 2019, 150 membres de l'organisation des propriétaires ruraux et des déplacés de la zone de conflit, réclament au gouvernement d'Andrés Manuel López Obrador la restitution ou une indemnisation pour plus de 40 000 hectares de terres leur appartenant que l'EZLN a occupé et s'est approprié en 1994.

## Organisation
L'organisation de l'EZLN peut référer à deux phénomènes distincts bien que liés : l'organisation de l'EZLN en tant que telle, comme organisation militaire, et l'organisation impulsée par l'EZLN de l'« autonomie zapatiste » dans les zones qu'elle contrôle.

### Structure de l'EZLN

#### Les bases d'appui
Les bases d’appui (comunidades bases de apoyo) sont formées par les militants présents dans les villages du Chiapas, que ces militants y soient majoritaires ou non. Non armées, elles sont chargées du soutien logistique à l'EZLN et des grandes manifestations politiques. Elles peuvent mobiliser plusieurs dizaines milliers de militants pour ces manifestations, comme lors de la marche du silence du 21 décembre 2012,.

#### Les miliciens
Les miliciens (milicianos) sont des réservistes sélectionnés par les communautés zapatistes et envoyés en services temporels ou ponctuels auprès de l'EZLN. En plus de leur service, les miliciens reçoivent aussi une éducation politico-militaire.

#### Les insurgés
Les insurgés (insurgentes) sont les volontaires permanents de l'EZLN, femmes et hommes. C’est parmi ces « révolutionnaire professionnels » que sont choisis les cadres militaires de l’Armée zapatiste de libération nationale. Le corps des insurgés forment la structure pérenne de l'armée zapatiste, la discipline et la hiérarchie sont militaires avec des grades "major", "colonel", etc.

#### La «Comandancia general»
La Comandancia General (CG) de l’EZLN est l’instance militaire supérieure que dirigent les « sous-commandants », ce grade symbolise leur subordination à l’instance politique du CCRI. Les sous-commandants insurgés dirigent donc les opérations des insurgés et des miliciens. Au déclenchement du soulèvement zapatiste en 1994, l'EZLN avait deux sous-commandants : le sous-commandant Marcos et le sous-commandant Pedro, tué dans les premiers jours des affrontements. Marcos est resté longtemps le seul sous-commandant de l'EZLN, jusqu'en 2013, lorsque le lieutenant-colonel Moisés est publiquement reconnu comme le sous-commandant Moisés. Par ailleurs, en 2014, Marcos abandonne sa prééminence et son nom pour devenir le sous-commandant Galeano.
En plus de leur rôle militaire, les sous-commandants sont connus comme les « voix » de l'EZLN. Ils sont les porte-paroles de l'organisation et sont chargés de sa communication.

#### Le Comité clandestin indigène révolutionnaire
Le Comité clandestin révolutionnaire indigène (Comité Clandestino Revolucionario Indígena, CCRI) est l'instance politique qui chapeaute tout l'EZLN dont elle forme la direction collective. Elle est formée par cinq représentations des langues indigènes parlées dans chacun des cinq Caracoles qui leur correspondent. Les 23 membres du CCRI sont les comandantes et comandantas, et ne sont pas tous impliqués dans la vie militaire de l'organisation.

### L'organisation de l'autonomie zapatiste

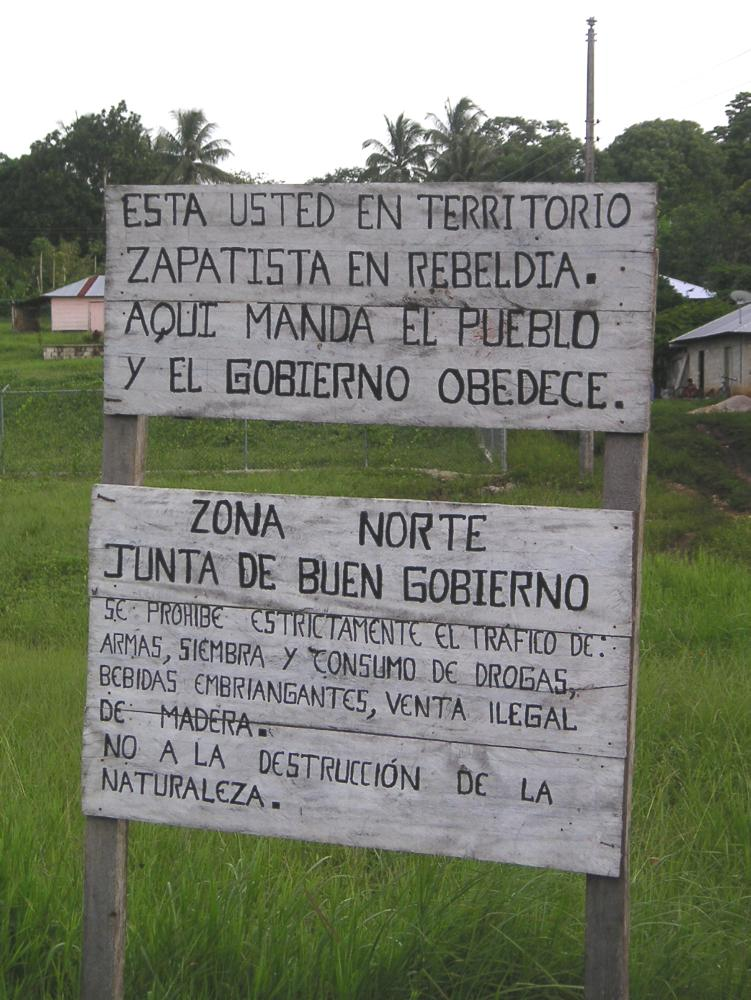
La pancarte indique en espagnol : « Vous vous trouvez en territoire rebelle zapatiste. Ici le peuple commande et le gouvernement obéit.
Zone nord. Conseil de bon gouvernement. Le trafic d'armes, la production et la consommation de drogues, de boissons alcoolisées et les ventes illégales d'essences d'arbres sont strictement interdites. Non à la destruction de la Nature. »
(Photo prise en 2005 sur l'autoroute 307, au Chiapas)

À partir de décembre 1994, les zapatistes constituent peu à peu des communes autonomes, indépendantes de celles gérées par le gouvernement mexicain. Ces municipalités autonomes sont regroupées par caracol, il en existe cinq : Morelia, municipalité de Amatán, La Realidad, municipalité de Ixtacomitán, Roberto Barrios, municipalité de Palenque, La Garrucha, municipalité de Ocosingo et Oventik.
L'expérience zapatiste s'étend sur une région — en grande partie composée de forêts et de montagnes — de 28 000 kilomètres carrés (l'équivalent de la superficie de la Belgique) couvrant plus d’un tiers de l’État du Chiapas. On estime que 100 000 à 250 000 personnes forment les bases de soutien du zapatisme. Elle constitue la plus importante expérience d’auto-gouvernement collectif de l’histoire moderne.
Marcos décrit comment ces communes mettent en œuvre des pratiques concrètes d'autogestion pour rendre leur fierté aux peuples indigènes, pauvres et qu'ils jugent trop méprisés par le pouvoir. Ainsi, l'EZLN met en œuvre des services de santé gratuits, des écoles là où il n'en existait pas, un système de justice, un système de police, tout cela avec le soutien de partenaires.
Le système sanitaire repose sur des « maisons de santé » proposant des soins de base. Les herbes médicinales et les thérapies traditionnelles sont encouragées, et l’accent est mis sur la prévention. Le système justicière zapatiste entend privilégier la réparation à la punition : discussion avec l’accusé, travaux collectifs au lieu de l’incarcération (il existe une seule prison dans l’ensemble des cinq zones). La délinquance et les violences domestiques ont chuté depuis l'implantation de ce système.

## Communication
L'EZLN accorde une priorité très importante à la communication, avec le Mexique mais aussi le reste du monde. Dès leurs premières actions publiques, ses membres réalisèrent des déclarations et des analyses qu'ils firent parvenir aux médias locaux, nationaux et internationaux. Ils ont aussi fait une utilisation importante de la technologie ; les téléphones satellites et Internet leur ont servi à communiquer avec des sympathisants d'autres pays, les aidant ainsi à gagner la solidarité internationale et le soutien d'autres organisations.
Tout autant que le fond du discours, ce qui a frappé dans le mouvement zapatiste, et ce dès le 1er janvier 1994, c'est son mode de communication. En diffusant communiqués, contes, déclarations, lettres aux uns et aux autres, le mouvement zapatiste, mais surtout sa figure « visible », le sous-commandant Marcos, a suscité l'attention, la surprise, parfois les railleries, mais aussi l'indifférence et l'hostilité.

## Idéologie

### Non-utilisation des armes
Depuis quelques années maintenant, les zapatistes affirment être armés mais ne pas vouloir s'en servir. Fernando Yañez Muñoz, l'un des fondateurs des FLN à l'origine de l'EZLN, connu sous le nom de commandant Germán, critique les choix du sous-commandant Marcos, et estime que l'EZLN ne devrait plus porter le nom d' « armée » puisqu'elle a renoncé a toute action militaire contre les institutions mexicaines.

### Changer le monde sans prendre le pouvoir
Plusieurs fois, Marcos a déclaré que l'objectif de l'EZLN n'était pas de prendre de force le pouvoir, et d'imposer par le haut sa vision de la société, mais d'être des rebelles sociaux qui luttent pour une société plus juste, plus démocratique. En cela, le mouvement zapatiste constitue une critique du guévarisme et du léninisme et de l'idée (et la pratique qui en a découlé) orthodoxe dans le marxisme qu'une révolution communiste doit se faire en premier lieu par une prise de pouvoir étatique.
On peut ainsi rapprocher ces idées de la tradition anarchiste, prônant une révolution « contre » le pouvoir et non « pour » le pouvoir. La prise du pouvoir, que ce soit par la force ou l'électoralisme, perpétue le système de hiérarchie coercitive, ce que les zapatistes veulent supprimer. Il faut donc partir du bas : modifier les consciences individuelles, pour arriver à un changement spontané[réf. nécessaire].

### Pour l'autonomie
Les zapatistes ne recherchent pas l'indépendance (de leur mouvement ou du Chiapas) mais l'autonomie (la libre détermination des peuples indigènes, comme convenu lors des accords de San Andres) Pour cela, ils ont décidé en 2003 d'ouvrir des caracoles leur permettant de s'organiser (système parallèle de justice, de santé, d'éducation, de police, de gouvernance). Les zapatistes utilisent le drapeau mexicain pour montrer leur appartenance à ce pays (lors de la médiation de janvier 1994, dans chaque caracol...) et l’hymne national est entonnée à chaque réunion du Congrès national indigène. L'EZLN explique ne pas vouloir «former un État dans l’État, mais un endroit où être libres en son sein ».
En cela, ce mouvement ne cherche pas à être généralisé partout dans le monde, mais appelle chaque individu à créer dans son pays des espaces de luttes en s'inspirant de ces actes.
Avec le système éducatif autonome et la formation des promotores d'éducation (qui remplissent la tâche d'instituteurs et d'institutrices dans les communautés) dans les écoles secondaires rebelles comme celle d'Oventic – dans les Hautes Terres du Chiapas, la région tsotsil autour de San Cristóbal de las Casas –, se met en place le système correspondant dans le domaine de la santé : la formation des promotores de salud (promoteurs de santé) et la création de dispensaires (clinicas autonomas) dans les Caracoles et les communes rebelles.
Les instances zapatistes accepteraient l'aide d'associations,, de la société civile, nationale et internationale, mais refuseraient toute aide gouvernementale mexicaine [réf. nécessaire].

### Catholicisme
Bien que le mouvement ne s'en déclare pas, les symboles chrétiens sont souvent présents. L'apport de la théologie de la libération par le biais de l'épiscopat de Don Samuel Ruiz Garcia est visible.

### Anti-capitalisme
Le mouvement zapatiste a été connu lors du soulèvement du 1er janvier 1994, jour de l'entrée du Mexique dans le protocole de l'ALENA. Il s'est dès le début défini par son opposition au système capitaliste et son refus des politiques néolibérales.

### Gouverner en obéissant
Pour les zapatistes, ceux qui gouvernent doivent le faire en obéissant au peuple (c'est le slogan mandar obedeciendo). Ils ne doivent pas chercher à prendre le pouvoir, ni se laisser tromper par celui-ci. L'historien François Cusset relève que ce slogan « suggère que, à l’horizontalisme pur des fantasmes anarchistes, il convient toujours de mêler une dose même marginale d’organisation — et d’efficacité — verticale. »
Idée déjà émise par Henri Barbusse (que Marcos étudia) dans ses écrits et qui fut très largement connue de par le monde à la suite de son discours au Congrès mondial contre la guerre qui eut lieu à Amsterdam et qui réunit 2 185 délégués de 27 pays, ce à l'appel d'Albert Einstein et de Romain Rolland en août 1932.
Concrètement, les hommes et les femmes qui forment ces conseils sont élus par les municipios autonomos (municipalités autonomes) et siègent tour à tour, par rotation suivant en général des périodes d'une semaine. Les principes de ce mécanisme original sont détaillés dans le texte intitulé La treizième stèle publié en juillet 2003 (dernière partie du Calendrier de la résistance).
Ces conseils siègent dans les cinq centres civils construits par les paysans zapatistes, d'abord appelés Aguascalientes (en mémoire de la convention entre les partisans de Francisco Villa et ceux d'Emiliano Zapata dirigée contre Venustiano Carranza durant la guerre civile entre factions révolutionnaires) puis devenus Caracoles (littéralement escargots, symbolisant une dynamique en spirale).

### Financement actuel et origines des fonds qui ont permis la constitution de l'EZLN
On ne connaît pas exactement l'origine des fonds qui permirent l'organisation, l'équipement, la maintenance et la solde des effectifs ainsi que le paiement des moyens techniques de communication de l'EZLN. Selon Salvador Garibay Morales, dit le sous-commandant « Daniel », un des premiers chefs et fondateur de l'EZLN, celle-ci aurait accumulé des fonds par le trafic d'armes achetées aux États-Unis et par le détournement de fonds divers provenant de l'aide du gouvernement fédéral.
Le financement de l'EZLN est fait au moins en partie par des dons que les « zapatouristes » font au mouvement,,.
Le financement par la fortune familiale de Rafael Sebastián Guillén Vicente dont la famille serait une des plus riches du Mexique, membres pour la plupart du PRI, et dont une des sœurs, Mercedes del Carmen, exerce de hautes responsabilités dans ce parti, serait possible.

### Effectifs
Selon l'organisation américaine START (en), l'EZLN compterait plus de 5 000 membres.
Le 21 décembre 2012, entre 30 000 et 40 000 zapatistes cagoulés défilent dans les rues de plusieurs municipalités Chiapanèque, dont San Cristóbal de Las Casas,.

## L'EZLN vu de l'étranger
Bertrand de la Grange et Maité Rico, journalistes au Monde et à El Pais, ont publié un livre intitulé Sous-Commandant Marcos, la Géniale Imposture. Cependant, le journaliste de Libération René Solis et le sociologue Yvon Le Bot ne sont pas d'accord avec un certain nombre d'éléments de cet ouvrage.

## Divers
- Le journal mexicain La Jornada s'est fait le relais des communiqués de presse de l'EZLN. Rafael Sebastián Guillén Vicente (le sous-commandant Marcos) y écrit régulièrement des articles.
- Documents déclassifiés au début des années 2000 par la National Security Agency concernant l'EZLN et la situation au Chiapas[91].